# DB Schenker Rail

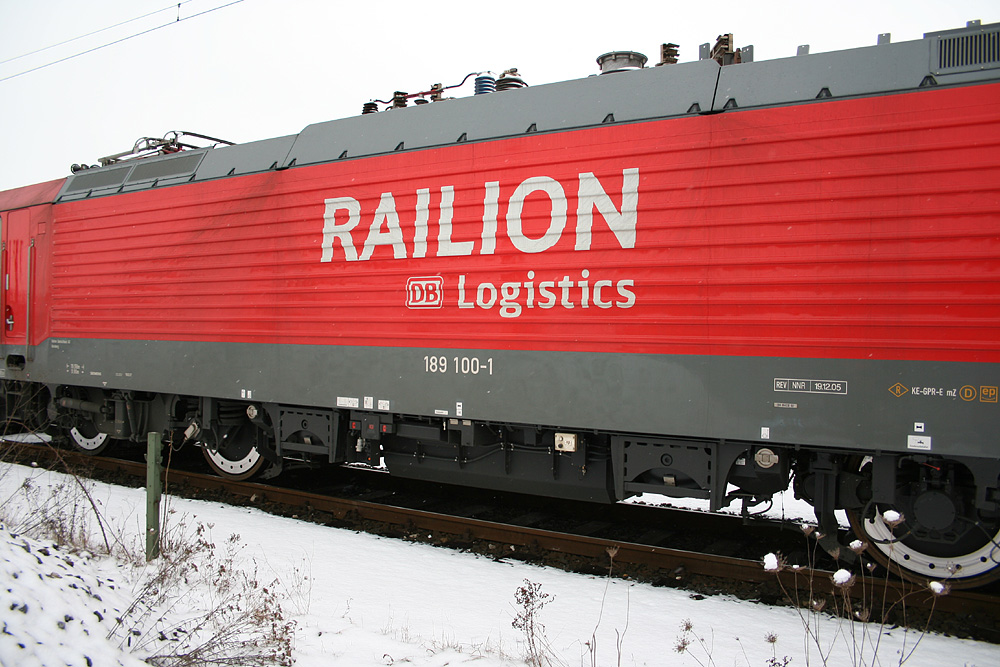
Railions nuvarande logo på ett lok av typ 189.

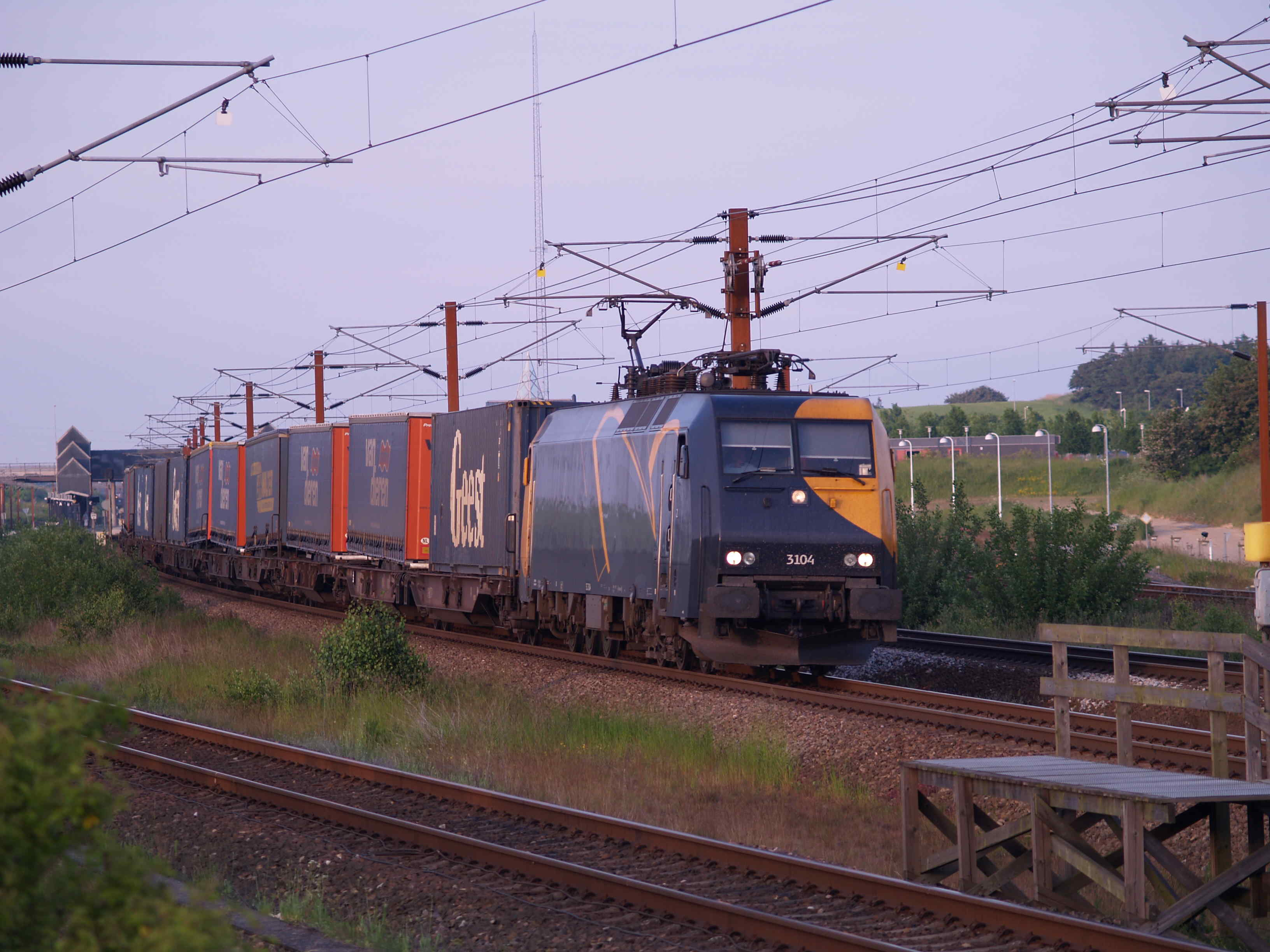
EG 3104 hos det dåvarande DSB Gods vid Nyborg.

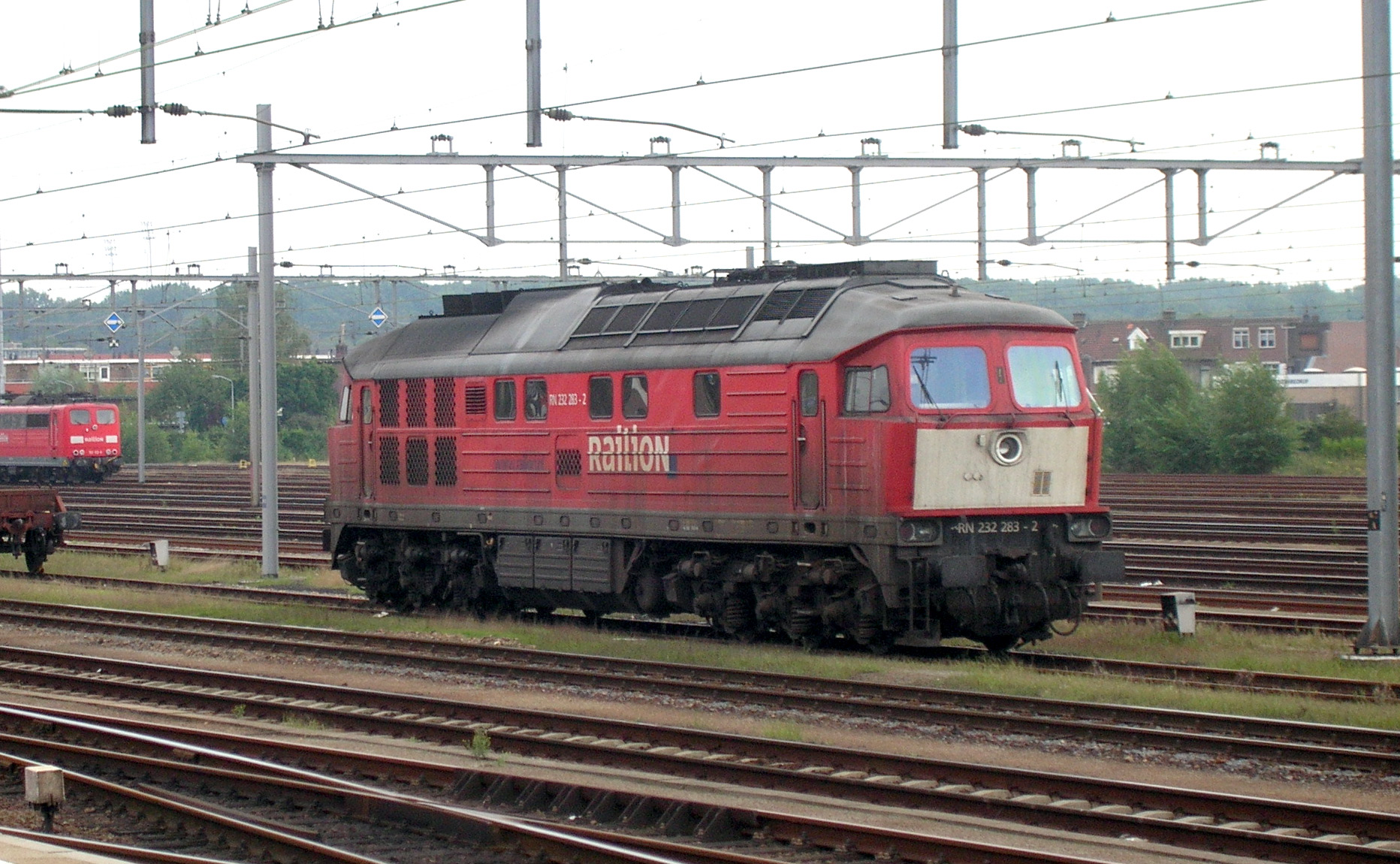
Diesellok Serie 232.

DB Schenker Rail är ett europeiskt järnvägstransportföretag. Det hette Railion fram till 2009.
Företaget bildades år 2000 efter samgåendet mellan DB Cargo AG och NS Cargo NV. Företaget ägs till 94% av DB AG och 6% av NS NV. Verksamheten sträcker sig över flera länder, bland annat Sverige, Tyskland, Nederländerna, Danmark och Italien.
Den danska delen, DB Schenker Rail Danmark, ägs till av Deutsche Bahn och Green Cargo. Den bildades under namnet Railion Scandinavia när danska staten år 2001 sålde sitt godstågsbolag DSB Gods.